# Женская сборная ветеранов Латвии по кёрлингу
Женская сборная ветеранов Латвии по кёрлингу — национальная женская сборная команда, составленная из игроков возраста 50 лет и старше. Представляет Латвию на международных соревнованиях по кёрлингу. Управляющей организацией выступает Ассоциация кёрлинга Латвии (латыш. Latvijas Kērlinga Asociācija, англ. Latvian Curling Association).

## Результаты выступлений

### Чемпионаты мира
| Год     | Место                                           | И                                               | В                                               | П                                               | Состав (скипы выделены шрифтом)                 | Состав (скипы выделены шрифтом)                 | Состав (скипы выделены шрифтом)                 | Состав (скипы выделены шрифтом)                 | Состав (скипы выделены шрифтом)                 | Состав (скипы выделены шрифтом)                 |                                                 |
| Год     | Место                                           | И                                               | В                                               | П                                               | четвёртый                                       | третий                                          | второй                                          | первый                                          | запасной                                        | тренер                                          |                                                 |
| ------- | ----------------------------------------------- | ----------------------------------------------- | ----------------------------------------------- | ----------------------------------------------- | ----------------------------------------------- | ----------------------------------------------- | ----------------------------------------------- | ----------------------------------------------- | ----------------------------------------------- | ----------------------------------------------- | ----------------------------------------------- |
| 2002—10 | не участвовали                                  | не участвовали                                  | не участвовали                                  | не участвовали                                  | не участвовали                                  | не участвовали                                  | не участвовали                                  | не участвовали                                  | не участвовали                                  | не участвовали                                  | не участвовали                                  |
| 2016    | 10                                              | 8                                               | 4                                               | 4                                               | Elena Kapostina                                 | Даце Регжа                                      | Maija Prozorovica                               | Elga Bremane                                    |                                                 | Ансис Регжа                                     |                                                 |
| 2017    | не участвовали                                  | не участвовали                                  | не участвовали                                  | не участвовали                                  | не участвовали                                  | не участвовали                                  | не участвовали                                  | не участвовали                                  | не участвовали                                  | не участвовали                                  | не участвовали                                  |
| 2018    | 9                                               | 7                                               | 4                                               | 3                                               | Elena Kapostina                                 | Dace Zile                                       | Даце Регжа                                      | Maija Prozorovica                               |                                                 | Ансис Регжа                                     |                                                 |
| 2019    | 14                                              | 7                                               | 2                                               | 5                                               | Elena Kapostina                                 | Dace Zile                                       | Inga Apmane                                     | Maija Prozorovica                               |                                                 |                                                 |                                                 |
| 2020—21 | чемпионат не проводился из-за пандемии COVID-19 | чемпионат не проводился из-за пандемии COVID-19 | чемпионат не проводился из-за пандемии COVID-19 | чемпионат не проводился из-за пандемии COVID-19 | чемпионат не проводился из-за пандемии COVID-19 | чемпионат не проводился из-за пандемии COVID-19 | чемпионат не проводился из-за пандемии COVID-19 | чемпионат не проводился из-за пандемии COVID-19 | чемпионат не проводился из-за пандемии COVID-19 | чемпионат не проводился из-за пандемии COVID-19 | чемпионат не проводился из-за пандемии COVID-19 |
| 2022    | 8                                               | 5                                               | 3                                               | 2                                               | Gunte Millere                                   | Dace Zile                                       | Elēna Kāpostiņa                                 | Inga Apmane                                     |                                                 | Ансис Регжа                                     |                                                 |
| 2023    | 10                                              | 6                                               | 2                                               | 4                                               | Elēna Kāpostiņa                                 | Dace Zile                                       | Gunte Millere                                   | Aija Rudzite                                    |                                                 | Ансис Регжа                                     |                                                 |
| 2024    | 5                                               | 6                                               | 3                                               | 3                                               | Elēna Kāpostiņa                                 | Dace Zile                                       | Gunte Millere                                   | Aija Rudzite                                    |                                                 | Ансис Регжа                                     |                                                 |
| 2025    | 10                                              | 5                                               | 1                                               | 4                                               | Elēna Kāpostiņa                                 | Dace Zile                                       | Gunte Millere                                   | Aija Rudzite                                    |                                                 | Ансис Регжа                                     |                                                 |

(данные с сайта результатов и статистики ВФК: )